# وینی مادیکیسلا-ماندلا
وینی مادیکیسلا-ماندلا (انگلیسی: Winnie Madikizela-Mandela; زادهٔ ۲۶ سپتامبر ۱۹۳۶ – درگذشتهٔ ۲ آوریل ۲۰۱۸) سیاست‌مدار اهل آفریقای جنوبی و همسر سابق نلسون ماندلا بود. وی همچنین برندهٔ جوایزی همچون جایزه سازمان ملل متحد در زمینه حقوق بشر شده‌است. او پس از محکومیت همسرش به حبس ابد وظایف سیاسی او را ادامه داد و تبدیل به نماد بین‌المللی مقاومت در برابر آپارتاید و قهرمان سیاه‌پوستان و فرودستانی شد که خواهان آزادی بودند.
وی در سن ۸۱ سالگی در عصر دوشنبه ۲ آوریل ۲۰۱۸ درگذشت.

## زندگی‌نامه
وینی ماندلا در «ایسترن کیپ» آفریقای جنوبی به دنیا آمد. او در دهه ۵۰ در حالی که یک مددکار اجتماعی بود نلسون ماندلا را ملاقات کرد. او ۳۸ سال زندگی مشترک با همسرش داشت در حالی که سه دهه از آن نلسون ماندلا در زندان بود و در کنار همسرش نبود. وینی ماندلا بعد از زندانی شدن همسرش در ۱۹۶۴، مسئولیت و وظایف او را به‌عهده گرفت و در کنار همسرش تبدیل به نماد بین‌المللی مقاومت در برابر آپارتاید شد.
وینی ماندلا بعد از زندانی شدن نلسون ماندلا بارها دستگیر و مورد شکنجه قرار گرفت. او بعد از ۲ سال از دوران ریاست جمهوری نلسون ماندلا در سال ۱۹۹۶ از وی طلاق گرفت ولی همچنان در کنار او بود.

## درگذشت
وینی ماندلا به دلیل بیماری عصر دوشنبه ۲ آوریل ۲۰۱۸ درگذشت.